# Abdel Kader Sylla
Abdel Kader Sylla (Mahé, 10 aprile 1990) è un cestista seychellese.

## Palmarès
- Campionato francese: 1

Nancy: 2010-11
- Match des Champions: 1

Nancy: 2011